# 童眼
《童眼》為於2010年上映的香港電影，由楊丞琳、江若琳和余文樂領銜主演，由彭氏兄弟執導，由寰宇國際出品。本作入圍第67届威尼斯影展觀摩電影。

## 劇情介紹
一行六人的年輕人到泰國旅遊散心玩樂，當中包括瀕臨分手的情侶Rainie與樂仔、兄妹Ling與Rex和感情要好的情侶Ciwi與亞稀。豈料在泰期間遇上泰國政變示威暴動，機場被封，在進退兩難的局勢下，眾人迫於無奈下榻一間舊酒店。自此開始，眾人與三個拖著小狗的奇怪小孩勾上關係，更不斷遇上怪事。
一日後，樂仔、Rex及亞稀三個竟同時在一日之間消失得無影無踪，Rainie、Ling及Ciwi四處打聽三人下落，報警卻又不穫理會，三女為救樂仔等人，不得不硬著頭皮追查下去。但她們卻不知道愈追查下去，便愈發現這間舊酒店背後鮮為人知的恐怖故事……
無計可施之下，Rainie向外表陰森的酒店老闆泉哥打聽眾人下落，可惜泉哥推說對失踪事件毫不知情。後來Ling及Ciwi也分別出事。孤身作戰的Rainie最終憑著一隻能看見鬼魂的小狗，成功深入虎穴，進入了另一個世界，奮力查出真相及拯救眾人……

## 演員表
| 演員   | 角色                         |
| 楊丞琳 | Rainie                       |
| 江若琳 | Ling                         |
| 余文樂 | 樂 仔                        |
| 徐正曦 | 阿 稀                        |
| 何浚尉 | Rex                          |
| 林司敏 | Ciwi                         |
| 林家棟 | 泉 哥                        |
| 谷祖琳 | 泉 嫂 于十年前被泉哥误杀身亡 |

## 演職人員
- 出品人：林小明
- 導演：彭氏兄弟
- 出品公司：寰宇國際有限公司

## 外部連結
- Yahoo奇摩電影上《童眼3D》的資料（繁體中文）
- MSN娛樂上《童眼3D》的資料（繁體中文）

- 開眼電影網上《童眼3D》的資料（繁體中文）
- 豆瓣电影上《童眼》的資料 （简体中文）
- 时光网上《童眼》的資料（简体中文）
- AllMovie上《童眼》的资料（英文）
- 爛番茄上《童眼》的資料（英文）
- 香港影庫上《童眼》的資料（繁體中文）
- 互联网电影数据库（IMDb）上《童眼》的资料（英文）